# Abera Kuma
Abera Kuma (ur. 31 sierpnia 1990) – etiopski lekkoatleta specjalizujący się w biegach długich.
Uczestnik przełajowych mistrzostw świata w roku 2010, podczas których wywalczył brązowy krążek w drużynie seniorów. Medalista mistrzostw Afryki juniorów.

## Osiągnięcia
| Rok  | Impreza                               | Miejsce   | Konkurencja      | Lokata      | Wynik    |
| ---- | ------------------------------------- | --------- | ---------------- | ----------- | -------- |
| 2007 | Mistrzostwa świata juniorów młodszych | Ostrawa   | bieg na 3000 m   | 5. miejsce  | 8:22,68  |
| 2009 | Mistrzostwa Afryki juniorów           | Bambous   | bieg na 5000 m   | 1. miejsce  | 13:42,53 |
| 2010 | Mistrzostwa świata w przełajach       | Bydgoszcz | bieg seniorów    | 16. miejsce | 33:55    |
| 2010 | Mistrzostwa świata w przełajach       | Bydgoszcz | drużyna seniorów | 3. miejsce  |          |
| 2013 | Mistrzostwa świata                    | Moskwa    | bieg na 10 000 m | 5. miejsce  | 27:25,27 |

## Rekordy życiowe
| Konkurencja           | Rezultat | Data                 | Miejsce    |
| --------------------- | -------- | -------------------- | ---------- |
| Bieg na 5000 metrów   | 13:00,15 | 26 maja 2011         | Rzym       |
| Bieg na 10 000 metrów | 26:52,85 | 27 czerwca 2013      | Sollentuna |
| Półmaraton            | 1:00:19  | 21 października 2012 | Birmingham |